# Velenje

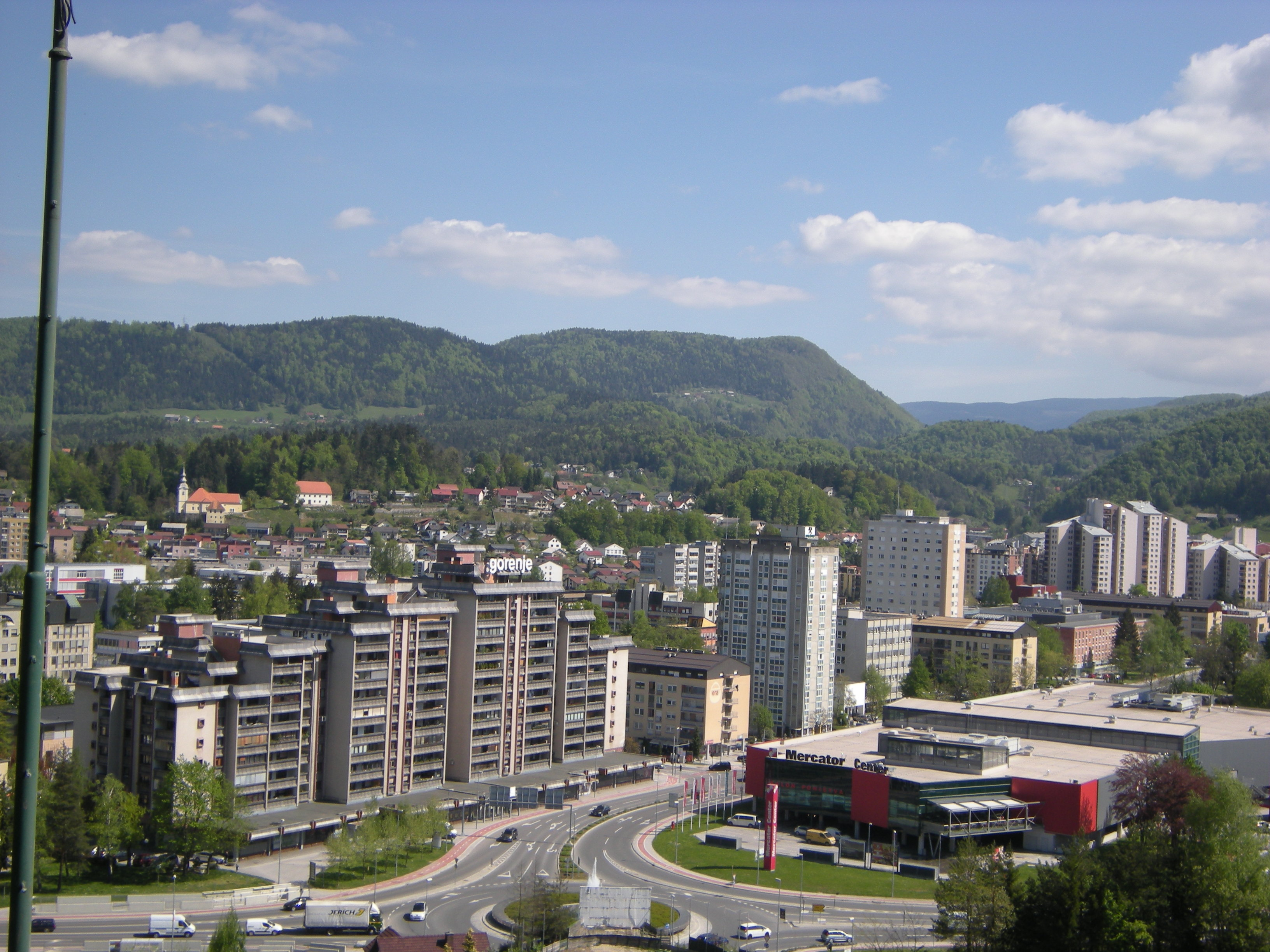
Velenje, 2015.

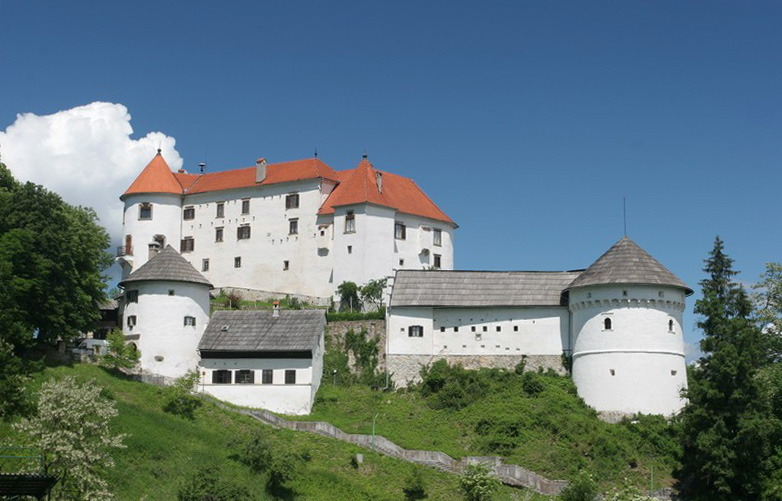
Slottet i Velenje.

Velenje (tyska: Wöllan) är en ort och kommun i Slovenien. Hela kommunen hade 34 140 invånare i slutet av 2007, varav 26 826 invånare bodde i själva centralorten. Staden fick stadsrättigheter 20 september 1959.
I Velenje har vitvarutillverkaren Gorenje sitt huvudkontor och produktion.

## Sport
- RK Gorenje Velenje, handboll
- NK Rudar Velenje, fotboll